# Pont des Amours
 (octobre 2023).
Si vous disposez d'ouvrages ou d'articles de référence ou si vous connaissez des sites web de qualité traitant du thème abordé ici, merci de compléter l'article en donnant les références utiles à sa vérifiabilité et en les liant à la section « Notes et références ».
Ne doit pas être confondu avec Pont d'Amour ou Pont des amoureux.
Le pont des Amours est une passerelle située au bord du lac d'Annecy à l'entrée du canal du Vassé ; son nom officiel est « Passerelle du Jardin public » mais les Annéciens l'ont depuis très longtemps rebaptisé « Pont des Amours ». Il permet de relier le Pâquier aux Jardins de 
l'Europe où les amoureux avaient l'habitude d'aller y trouver refuge et tranquillité. 
Cette passerelle piétonne marque une des deux entrées, avec le Thiou, des eaux du lac à l’intérieur de la ville.

## Origine du nom
La légende urbaine relative à ce pont dit que deux amoureux se donnant un baiser en son milieu seront unis pour la vie. Une autre source mentionne que le Pont des Amours devrait son nom à son ancienne fréquentation de rencontre pour les amours tarifées des prostituées. Ce pont reste aujourd'hui un passage très fréquenté dans un cadre absolument romantique avec des vues magnifiques sur la ville, les canaux et le lac.

## Histoire

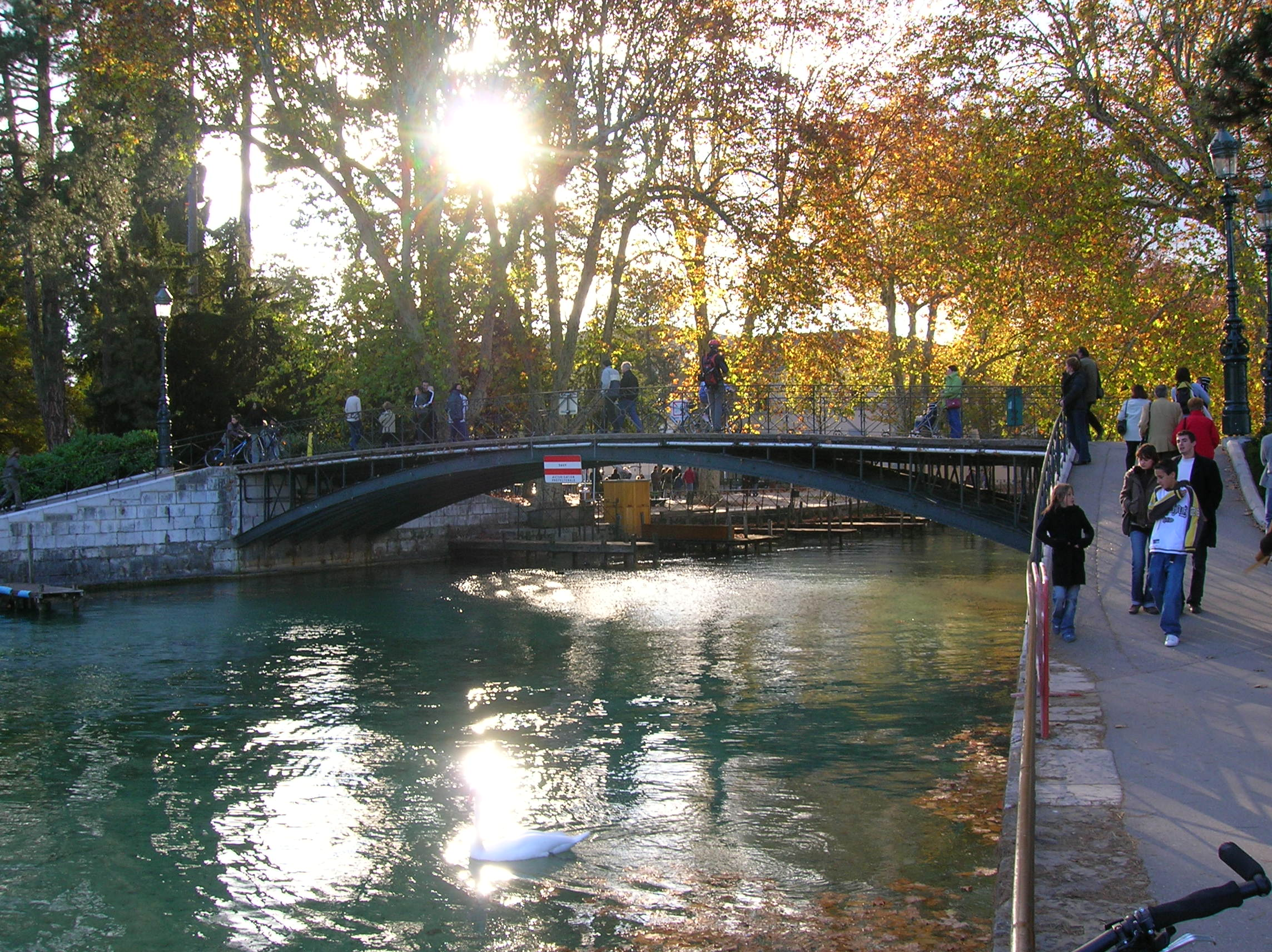
Vue du pont.

Le premier projet municipal d'une passerelle entre le clos Lombard (actuels Jardins de l'Europe) et l'esplanade du Pâquier date de 1836. En 1845, à l'occasion de la visite du roi de Piémont-Sardaigne, Charles-Albert de Savoie, est construite une passerelle en bois afin de permettre aux spectateurs de voir les illuminations nocturnes du canal.
Plusieurs projets sont présentés, dont celui du Genevois Samuel Vaucher-Crémieux et du Français Ignace Monnet en 1855. En 1859, est inauguré un pont plat à trois arches en fonte, œuvre du serrurier Claude Grandchamp, sous la dénomination de « passerelle du jardin public ». Cependant, cette passerelle n'est pas pratique car elle gène la circulation des bateaux automobiles et de surcroît engendre des frais d'entretien trop importants.
Le 18 novembre 1906, la municipalité choisit de remplacer le pont en fonte par un nouveau pont en fer, projet de l'architecte Gaspard Fruaüf. Il est inauguré le 8 novembre 1907 à l'occasion de l'inauguration du monument dédié à Eugène Sue et de la nouvelle école des Balmettes.